# Bolboceras gagarinei
Bolboceras gagarinei är en skalbaggsart som beskrevs av Leon Fairmaire 1892. Bolboceras gagarinei ingår i släktet Bolboceras och familjen Bolboceratidae. Inga underarter finns listade.